# Castillo de Pioz
El castillo de Pioz es una fortificación palaciega castellana situada en la parte oriental de Pioz (Guadalajara, España). Fue construido por el arquitecto Lorenzo Vázquez a finales del siglo XV como casa fuerte para la familia de Mendoza, primero, y de Gómez de Ciudad Real, después, siguiendo el modelo de las casas fuertes italianas. Pese a su aspecto residencial y empíricamente defensivo, nunca llegó a utilizarse como tales y pronto quedó abandonado.

## Descripción
Se trata de un castillo de llanura situado en medio de una meseta de la Alcarria construido en su integridad con piedra sillar. Es de planta cuadrada y se encuentra rodeado de una barbacana defensiva gruesa y colmada por almenas y llena de saeteras, con tres torreones esquineros a norte, sur y este, y uno lateral en el noreste, una puerta principal con puente levadizo al sureste y una poterna al noroeste con una escalerilla estrecha y empinada en forma de zigzag. A su vez, la barbacana se rodea de un foso.
El castillo, coronado todo él por almenas, está defendido por tres torres de planta circular en las esquinas norte, este y sur y una torre del homenaje de planta irregular (circular hacia el exterior y cuadrada hacia el interior) en la parte oeste. El acceso a ésta se hacía por otro puente levadizo en el interior que daban a unas escaleras de caracol en el interior. La entrada al recinto se sitúa junto a la torre del homenaje hacia el sur, lo que obliga, a quien quiere acceder al castillo, a rodearlo desde la entrada principal del puente levadizo.
El interior estuvo construido de forma palaciega, de lo cual hoy tan solo quedan los cimientos y de los basamentos de los distintos habitáculos del castillo.

## Historia
Pese a poseer un aspecto empíricamente militar, nunca fue usado como tal. La primera idea de construir un castillo en la pequeña aldea de Pioz fue del cardenal Pedro González de Mendoza cuando en 1458 heredó el común de villa y tierra de Guadalajara de su padre Íñigo López de Mendoza, marqués de Santillana. Trató de representar en sus tierras los castillos-palacio italianos con el fin de fijar su residencia en el caso de peligro político. Sin embargo, ya iniciada la construcción del castillo, en 1469, desistió de su idea fijándose esta vez en los castillos de Jadraque y de Maqueda, este último propiedad de la familia de Gómez de Ciudad Real, que tan sólo necesitarían de una profunda rehabilitación y estaban situados en mejores zonas para su defensa.
En 1469 el cardenal Mendoza propone un cambio a Álvar Gómez de Ciudad Real, secretario real y contador público de Enrique IV de Castilla y posterior primer señor de Pioz: los lugares de Pozo de Guadalajara, Yélamos de Abajo, Yélamos de Arriba y Pioz, con el iniciado castillo, por la villa de Maqueda. La familia de Gómez de Ciudad Real continuó con la construcción del castillo de Pioz, que culminaría a finales de aquel siglo XV.
El arquitecto que diseñó el castillo fue Lorenzo Vázquez, que realizó varias obras para la familia de Mendoza, siguiendo el modelo del castillo de Rocca Pia de Tívoli (Italia). Una vez concluida la fortificación no llegó a tener función defensiva por la escasez de batallas en la zona, ni tan siquiera residencial, como estaba pensado desde un principio, y fue abandonada pese a que desde su finalización la familia de Gómez de Ciudad Real puso alcaide y encargados de mantenimiento hasta el siglo XVIII, cuando fue vendida a un particular que realizó algunas reformas como la tapia del puente levadizo y los palomares de las torres. 

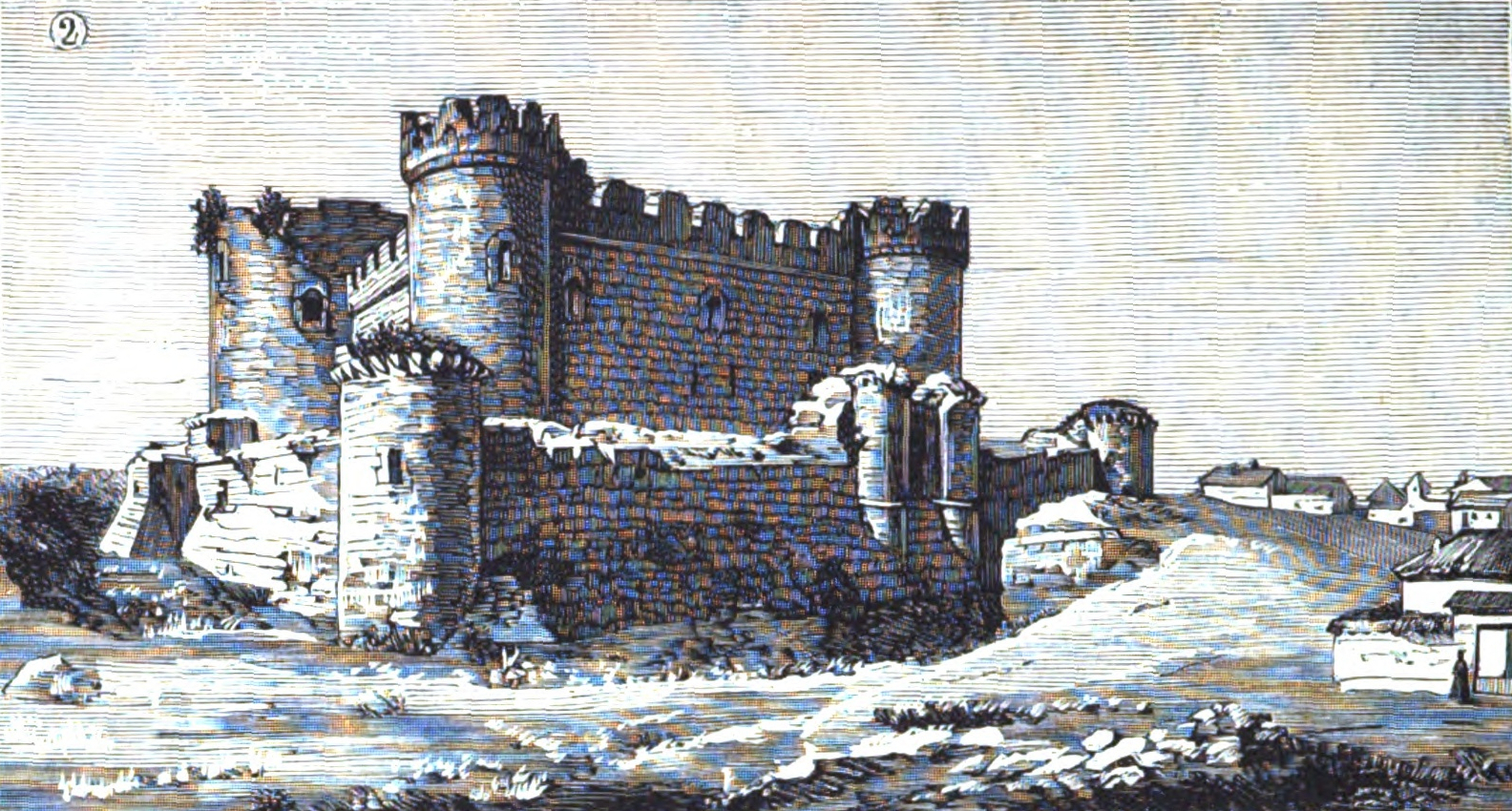
Vista del castillo en la segunda mitad del

Tras la Desamortización pasó a manos particulares y en 1883 fue adquirido por doña Francisca Rodríguez Moreno, viuda de Evaristo Ventura, pasando luego sus a herederos, la familia Sánchez Ventura, hasta que fue adquirido por el Ayuntamiento, actual propietario.

## Estado de conservación
Se encuentra en estado semiruinoso pese haberse realizado diversas actuaciones de rehabilitación y estabilización de los muros. Debido al largo abandono durante siglos, han desaparecido los habitáculos interiores y las almenas que coronaban el castillo y la barbacana. El muro exterior se encuentra semiderruido en varias zonas y el puente levadizo fue tapiado. Actualmente está sin uso.